# Podliski Wielkie
Podliski Wielkie – wieś na Ukrainie w rejonie lwowskim (wcześniej w rejonie kamioneckim) należącym do obwodu lwowskiego. 
W II Rzeczypospolitej wieś w powiecie lwowskim województwa lwowskiego. W latach 1943–1944 nacjonaliści ukraińscy z OUN-UPA zamordowali tutaj 12 Polaków. Ocalałych mieszkańców Armia Krajowa ewakuowała do Biłki Królewskiej.

## Położenie
Na podstawie Słownika geograficznego Królestwa Polskiego i innych krajów słowiańskich: Podliski Wielkie to wieś w powiecie lwowskim, 25 km na północny wschód od Lwowa, 4-7 km na wschód od urzędu pocztowego w Jaryczowie Nowym.